# Radeweg
Koordinaten: 51° 39′ 34″ N, 10° 49′ 36″ O
Der Radeweg ist ein Naturschutzgebiet in der Stadt Oberharz am Brocken im Landkreis Harz in Sachsen-Anhalt.
Das Naturschutzgebiet mit dem Kennzeichen NSG 0023 ist 18,9 Hektar groß. Es ist vollständig Bestandteil des FFH-Gebietes „Radeweg bei Hasselfelde“ und vom Landschaftsschutzgebiet „Harz und Vorländer“ umgeben. Das Gebiet steht seit dem 1. Mai 1961 unter Schutz. Zuständige untere Naturschutzbehörde ist der Landkreis Harz.
Das Naturschutzgebiet liegt südwestlich von Hasselfelde und westlich von Stiege im Naturpark Harz/Sachsen-Anhalt. Es stellt auf einer nördlich des Drechslerskopfes liegenden Hochfläche stockende Buchenwaldgesellschaften unter Schutz. Die Buchenwälder sind als Waldreitgras-Buchenwald und als Harzlabkraut-Buchenwald ausgeprägt. 
Große Teile des Naturschutzgebietes werden von Waldreitgras-Buchenwald mit alten Rotbuchen geprägt. Die Krautschicht wird u. a. von Waldreitgras, Heidelbeere, Drahtschmiele, Waldsauerklee, Rotem Fingerhut, Siebenstern, Quirlblättriger Weißwurz und Wolligem Reitgras gebildet. 
Im Osten des Naturschutzgebietes wächst am Waldrand Großblütiger Fingerhut als floristische Besonderheit. Am Südrand des Schutzgebietes sind Reste eines Bacherlenwaldes mit Echtem Mädesüß zu finden.
Das Naturschutzgebiet ist Lebensraum der Wildkatze. Es ist von weiteren Wäldern umgeben. Im Osten grenzt es an die Bundesstraße 81.